# Liste des entraîneurs du Manchester City Football Club
Cet article recense tous les entraîneurs de Manchester City, comprenant donc toutes les personnes qui ont tenu le poste d'entraîneur au sein de l'équipe première de Manchester City mais aussi des précédents clubs tels que West Gorton (St. Marks) et Ardwick. Depuis la création de la Football League, le club a connu 34 entraîneurs, cependant en incluant les entraîneurs de pré-saison ou ceux élus par intérim, le club a connu plus de 40 hommes à sa tête.
Les McDowall reste à ce jour l'entraîneur ayant occupé ce poste le plus longtemps, servant de 1950 à 1963. Joe Mercer de son côté est l'entraîneur qui a été le plus prolifique en termes de trophées, remportant en tout 4 compétitions entre 1965 et 1971. Le dernier entraîneur en date est Pep Guardiola en charge depuis juin 2016.

## Les débuts 1880-1950

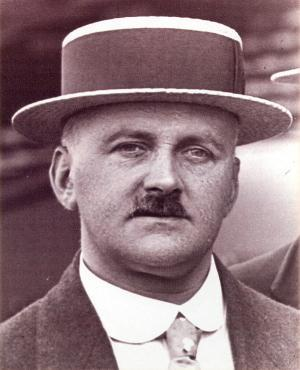
Ernest Mangnall, entraîneur de Manchester City entre 1912 et 1924

Avant la création de la Football League, le poste d'entraîneur demandait beaucoup de tâches administratives, tel que choisir les matchs et s'occuper de l'entretien de la pelouse, ce qui créa le rôle de secrétaire-manager. Très peu d'archives du club sont retrouvable à ce jour, c'est pourquoi il est difficile de dire précisément qui était à la charge du club (à l'époque connu sous le nom de West Gorton (St. Marks)) entre 1882 et 1884. Les premiers entraîneurs étaient aussi joueurs; les trois premiers entraîneurs connus (Frederick Hopkinson, Edward Kitchen et Walter Chew) ont tous les trois joués dans le premier match de l'histoire de West Gordon en 1880. En 1889 le club déménage à Hyde Road et est renommé en Ardwick A.F.C. Sous les ordres de Lawrence Furniss, le club rejoint la Football League en 1892 en tant que membre fondateur de la deuxième division. Furniss devient président une année plus tard, et lui et son successeur au poste d'entraîneur, Joshua Parlby, ont transformé Ardwich afin qu'il devienne Manchester City F.C. en 1894.
Sous Sam Ormerod, le club parvient à sa première promotion en première division, et cinq années plus tard Tom Maley devient le premier entraîneur à remporter un trophée majeur en remportant la finale de la FA Cup 1904 face à Bolton 1-0. Un scandale financier vu Maley et dix-sept joueurs être suspendu en 1906, laissant à Harry Newbould la tâche de composer une équipe de fortune en repartant de zéro et en peu de temps. En 1912, Ernest Mangnall rejoint les citizens depuis le voisin et rival Manchester United, mais sera dans l'incapacité de recréer le succès qu'il avait précédemment connu avec les Red devils. Le rôle de secrétaire-manager disparait en 1924 avec le départ de Mangnall et l'arrivée de David Ashworth en tant qu'entraîneur et Wilf Wild comme secrétaire. Cette façon de faire continuera pendant que Peter Hodge était entraîneur mais lorsque Wild est nommé entraîneur en 1932, il reprend le rôle de secrétaire-manager. Ce dernier remporte la FA Cup 1934 et la première division 1937 (l'équivalent de l'actuel Premier League) en quatorze années au club. Dès lors que Sam Cowan remplaça Wild, le poste de secrétaire-manager disparait définitivement. Cowan ne restera finalement qu'une saison et est remplacé par Jock Thomson. Il parviendra à gagner à promouvoir le club, mais n'arrivera pas à marquer l'histoire.

## 1960-2000

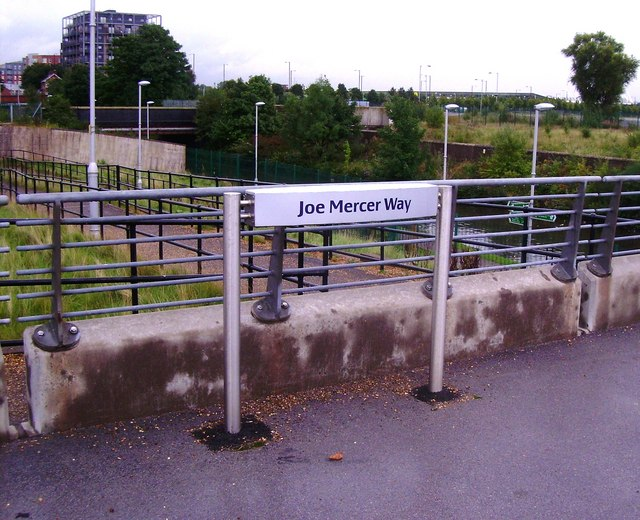
Joe Mercer Way proche de l'Etihad Stadium, dédié au plus prestigieux des entraîneurs que le club ait connu.

Les McDowall devient entraîneur en 1950 et le restera pendant plus de saisons qu'aucun autre entraîneur de Manchester City l'ait jamais été. Il emmènera son équipe à deux finales de FA Cup, la première perdue en 1955 et la seconde gagnée en 1956. McDowall résilie son contrat après la relégation en deuxième division en 1963 et c'est son assistant, George Poyser, qui reprend le flambeau. Jugé inapte au rôle d'entraîneur, il est licencié en 1965. Joe Mercer est choisi pour le remplacer, et avec son arrivée l'âge d'or du club commence. Mercer devient l'entraîneur des skyblues ayant remporté le plus de trophées dans l'histoire du club, en gagnant le championnat, une FA Cup, une League Cup et une Coupe d'Europe des vainqueurs de coupe en 6 ans. Avec le temps, l'assistant de Mercer, Malcolm Allison, gagnera de plus en plus de responsabilités dans l'équipe première et en octobre 1971, il sera officiellement nommé entraîneur, Mercer se retrouvant alors dans le rôle de manager général.
Lorsque Peter Swales était président du club, le bail des entraîneurs étaient beaucoup plus court qu'auparavant. Entre 1973 et 1994, onze entraîneurs sont passés au club. Le premier d'entre eux est Ron Saunders, après que Johnny Hart est forcé de quitter le club à cause de problèmes de santé. Saunders n'entraînera le club que six mois avant de se faire licencier, puis Tony Book est engagé pour le remplacer. En 5 ans aux commandes du club il ne gagnera qu'un seul trophée, la League Cup de 1976. Malcolm Allison tentera un retour peu glorieux en 1979, marquant l'histoire par ses excès financiers plus que par le succès qu'il aura amené. Six autres entraîneurs prirent les commandes durant les années 1980, mais aucun d'eux ne durera plus de trois ans. Les résultats s'amélioreront considérablement sous Peter Reid, mais la détérioration de ses relations avec l'administration du club mit fin à son aventure. Brian Horton arrive par la suite depuis Oxford United en étant inconnu du grand public, mais gagnera rapidement la réputation de créer du beau jeu. Swales fut remplacé en tant que président par l'ancien buteur de Manchester City, Francis Lee. Ce dernier, voulant amener son propre entraîneur, intronisa Alan Ball en 1995. Cette décision coûtera cher puisque le club terminera la saison dans la zone de relégation et Ball sera limogé. Durant la saison 1996-1997, même les changements abusifs de Swales seront surpassés, le club ayant eu 5 entraîneurs (trois engagements à long terme et deux intérims) en une seule saison. Le troisième d'entre eux, Steve Coppell, deviendra l'entraîneur à avoir travaillé le moins longtemps au sein de l'équipe première, résiliant son contrat après 32 jours pour cause de maladie. Le cinquième, Frank Clark, verra la fin de la saison mais ne durera pas longtemps, perdant son poste en février 1998 alors que le club était tout proche de la relégation en troisième division. Joe Royle, son successeur, ne parviendra pas à sauver le club à temps mais obtiendra deux promotions de suite, remontant donc le club dans l'élite anglaise. Malheureusement il ne parviendra pas à assurer une seconde saison en Premier League et se verra limogé peu avant l'inter-saison en 2001.

## 2000 à aujourd'hui, l'ère Thaskin et l'ère Abu Dhabi

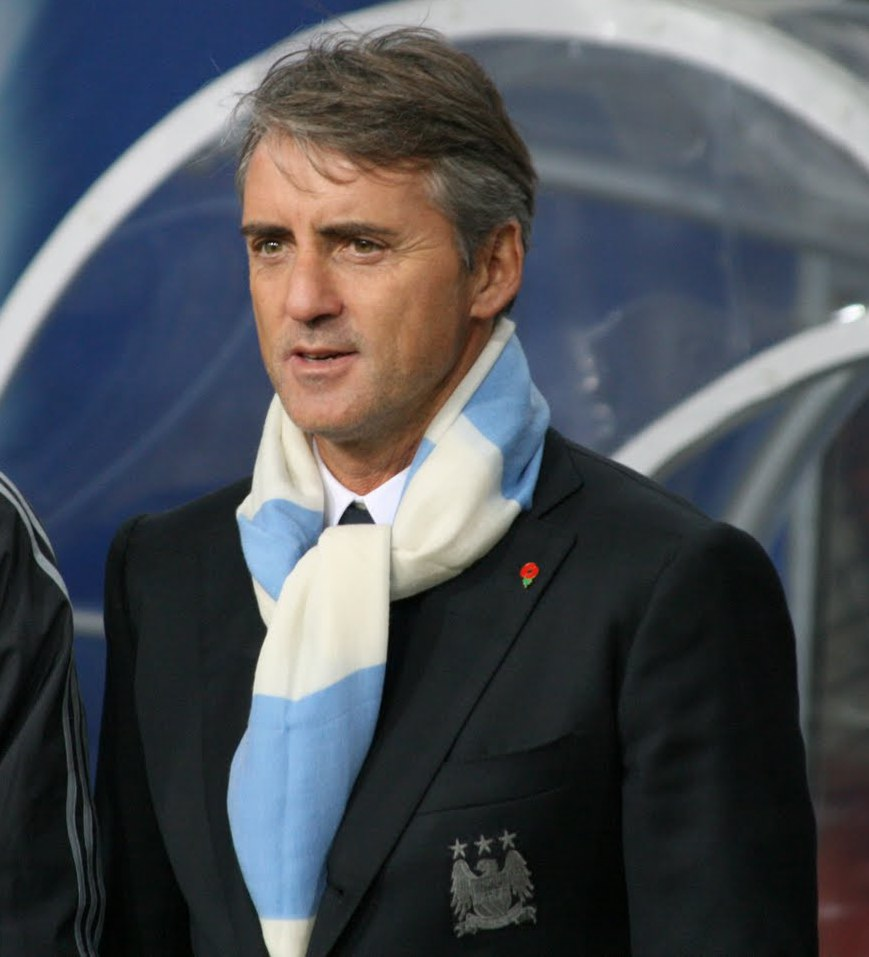
Roberto Mancini, qui mena le club à son premier succès depuis 44 ans en Premier League, en 2012

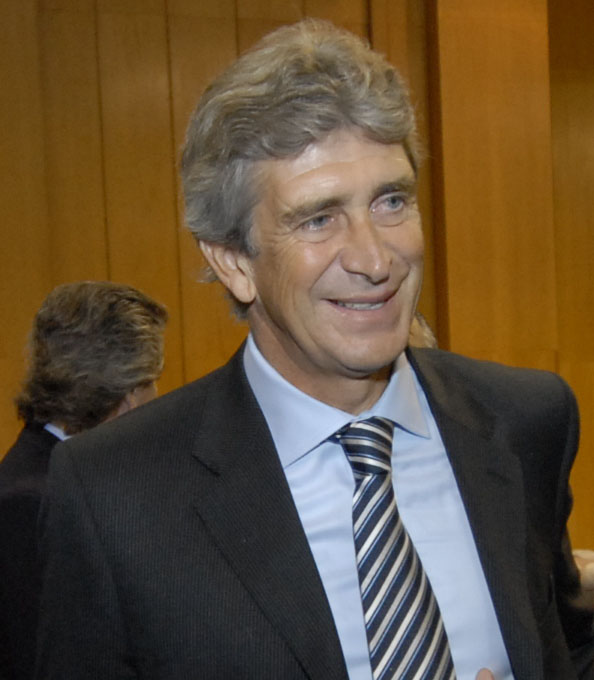
Manuel Pellegrini, entraîneur citizen entre 2013 et 2016

Sous le prédécesseur de Royle, Kevin Keegan, le club change de division pour la cinquième saison consécutive, réalisant un record de points gagnés et de buts marqués en une saison. Keegan reste entraîneur durant le changement de stade au City of Manchester Stadium et plus loin encore, faisant de lui l'entraîneur à être resté le plus longtemps en poste depuis Tony Book.
Le 6 juillet 2007, Sven-Göran Eriksson devient le premier entraîneur de Manchester City à être originaire d'un pays n'apprenant pas au Royaume-Uni, remplaçant Stuart Pearce ayant servi durant 2 ans alors qu'il avait été engagé en tant qu'entraîneur intérimaire. Après seulement une saison au club, Erkisson est remplacé par Mark Hughes en juin 2008. Le 19 décembre 2009, Mark Hughes est limogé pour cause de résultats en dessous des attentes, et est remplacé par l'italien Roberto Mancini.
Mancini deviendra un des entraîneurs les plus couronnés du club, et le premier à gagner un trophée majeur depuis 1970. Malgré cela, il est licencié en mai 2013 après avoir perdu la finale de la FA Cup contre Wigan et avoir perdu le soutien de ses joueurs. Son entraîneur adjoint, Brian Kidd assurera la fin du championnat en jouant les quelques matchs de championnat restants en tant qu'entraîneur intérimaire.
Le 14 juin 2013, Manuel Pellegrini est officialisé aux commandes de Manchester City, ayant signé un contrat de 3 ans. Il est le quatrième entraîneur après Hughes, Mancini et Brian Kidd à occuper ce poste depuis la reprise du club par l'Abu Dhabi United Group. Durant sa première saison au club, il remporte deux trophées, la Capital One Cup 2014, et la Premier League 2013-2014.

## Entraîneurs
Mis à jour le 11 mai 2014. Statistiques incluant uniquement les matchs de compétitions officielles. Matchs de pré-saison ou d'entraînements non pris en compte. Les entraîneurs par intérim sont indiqués en italique.
| Nom                       | Surnom        | Pays           | De                | À                 | J   | G   | N   | P   | BP   | BC   | % de v. | Honneurs et trophées |
| ------------------------- | ------------- | -------------- | ----------------- | ----------------- | --- | --- | --- | --- | ---- | ---- | ------- | --- |
| Frederick Hopkinson       |               | Angleterre     | 1880              | 1882              | –   | –   | –   | –   | –    | –    | –       | – |
| Inconnu                   |               |                | 1882              | 1884              | –   | –   | –   | –   | –    | –    | –       | – |
| Edward Kitchen            |               | Angleterre     | 1884              | 1887              | –   | –   | –   | –   | –    | –    | –       | – |
| Walter Chew               |               | Angleterre     | 1887              | 1889              | –   | –   | –   | –   | –    | –    | –       | – |
| Lawrence Furniss          |               | Angleterre     | Août 1889         | Mai 1893          | 26  | 10  | 4   | 12  | 59   | 46   | 38.46   | – |
| Joshua Parlby             |               | Angleterre     | Août 1893         | Mai 1895          | 59  | 22  | 5   | 32  | 129  | 146  | 37.29   | - |
| Sam Ormerod               |               | Angleterre     | Août 1895         | Juil. 1902        | 240 | 111 | 50  | 79  | 433  | 354  | 46.25   | – |
| Tom Maley                 |               | Écosse         | Juil. 1902        | Juil. 1906        | 150 | 89  | 22  | 39  | 322  | 179  | 59.33   | Premier entraîneur non-anglais FA Cup 1904                                                                                   |
| Harry Newbould            |               | Angleterre     | Juil. 1906        | Juil. 1912        | 245 | 93  | 61  | 91  | 390  | 376  | 37.96   | – |
| Comité                    |               |                | Juil. 1912        | Sept. 1912        | 2   | 2   | 0   | 0   | 2    | 0    | 100,00  | – |
| Ernest Mangnall           |               | Angleterre     | 9 septembre 1912  | Juin 1924         | 350 | 151 | 117 | 82  | 500  | 457  | 43.14   | – |
| David Ashworth            |               | Angleterre     | Juil. 1924        | 14 novembre 1925  | 59  | 20  | 13  | 26  | 113  | 121  | 33.90   | – |
| Albert Alexander / Comité |               | Angleterre     | 16 Nov. 1925      | 26 avril 1926     | 31  | 13  | 8   | 10  | 80   | 56   | 41,94   | – |
| Peter Hodge (en)          |               | Écosse         | 26 avril 1926     | 12 mars 1932      | 261 | 122 | 59  | 80  | 579  | 447  | 46.74   | - |
| Wilf Wild                 |               | Angleterre     | 14 mars 1932      | 1er décembre 1946 | 352 | 158 | 71  | 123 | 703  | 562  | 44.89   | FA Cup 1934, Champion de première division 1936–37                                                                           |
| Sam Cowan (en)            |               | Angleterre     | 2 décembre 1946   | 30 juin 1947      | 30  | 20  | 6   | 4   | 53   | 27   | 66.67   | - |
| Wilf Wild                 |               | Angleterre     | Août 1947         | Nov. 1947         | 16  | 5   | 5   | 6   | 20   | 18   | 31,25   | – |
| Jock Thomson              |               | Écosse         | Nov. 1947         | Fév. 1950         | 115 | 35  | 35  | 45  | 122  | 156  | 30.43   | – |
| Les McDowall              |               | Écosse         | Juin 1950         | Mai 1963          | 592 | 220 | 127 | 245 | 1049 | 1134 | 37.16   | FA Cup 1956 |
| George Poyser             |               | Angleterre     | 12 Juil. 1963     | Avril 1965        | 89  | 38  | 17  | 34  | 159  | 137  | 42.70   | – |
| Comité                    |               |                | Avril 1965        | Mai 1965          | 5   | 1   | 3   | 1   | 4    | 5    | 20,00   | – |
| Joe Mercer                |               | Angleterre     | 13 juillet 1965   | 7 Oct. 1971       | 340 | 149 | 94  | 97  | 518  | 358  | 43.82   | Champion de première division 1967-68, FA Cup 1969, Coupe de la Ligue 1970, Coupe d'Europe des vainqueurs de coupe 1969-1970 |
| Malcolm Allison           | "Big Mal"     | Angleterre     | 7 Oct. 1971       | 30 mars 1973      | 78  | 32  | 21  | 25  | 119  | 106  | 41.03   | – |
| Johnny Hart               |               | Angleterre     | 30 mars 1973      | 22 Oct. 1973      | 22  | 11  | 5   | 6   | 26   | 22   | 50.00   | – |
| Tony Book                 | "Skip"        | Angleterre     | 23 Oct. 1973      | 22 Nov. 1973      | 7   | 2   | 3   | 2   | 7    | 3    | 28,57   | – |
| Ron Saunders              |               | Angleterre     | 22 novembre 1973  | 12 avril 1974     | 29  | 10  | 9   | 10  | 38   | 33   | 34.48   | – |
| Tony Book                 | "Skip"        | Angleterre     | 12 avril 1974     | Juil. 1979        | 269 | 114 | 75  | 80  | 405  | 309  | 42.38   | Coupe de la Ligue 1976 |
| Malcolm Allison           | "Big Mal"     | Angleterre     | 16 juillet 1979   | 8 Oct. 1980       | 60  | 15  | 20  | 25  | 63   | 95   | 25.00   | – |
| Tony Book                 | "Skip"        | Angleterre     | 9 Oct. 1980       | 16 Oct. 1980      | 1   | 0   | 0   | 1   | 1    | 3    | 0,00    | – |
| John Bond                 |               | Angleterre     | 17 Oct. 1980      | 3 février 1983    | 123 | 51  | 32  | 40  | 171  | 152  | 41.46   | – |
| John Benson (en)          |               | Écosse         | 3 février 1983    | 7 juin 1983       | 17  | 3   | 2   | 12  | 13   | 32   | 17.65   | - |
| Billy McNeill             | "Cesar"       | Écosse         | 30 juin 1983      | 20 septembre 1986 | 156 | 63  | 42  | 51  | 223  | 183  | 40.38   | – |
| Jimmy Frizzell (en)       |               | Écosse         | 21 septembre 1986 | Mai 1987          | 42  | 10  | 12  | 20  | 40   | 61   | 23.81   | – |
| Mel Machin (en)           |               | Angleterre     | Mai 1987          | 29 novembre 1989  | 130 | 59  | 27  | 44  | 225  | 179  | 45.38   | – |
| Tony Book                 | "Skip"        | Angleterre     | 29 Nov. 1989      | 5 Déc. 1989       | 3   | 0   | 0   | 3   | 4    | 9    | 0,00    | – |
| Howard Kendall            |               | Angleterre     | 6 décembre 1989   | 5 novembre 1990   | 38  | 13  | 18  | 7   | 46   | 37   | 34.21   | – |
| Peter Reid                |               | Angleterre     | 11 novembre 1990  | 26 août 1993      | 136 | 59  | 31  | 46  | 199  | 166  | 43.38   | – |
| Tony Book                 | "Skip"        | Angleterre     | 27 août 1993      | 27 août 1993      | 1   | 0   | 1   | 0   | 1    | 1    | 0,00    | – |
| Brian Horton (en)         |               | Angleterre     | 28 août 1993      | 16 mai 1995       | 96  | 29  | 33  | 34  | 118  | 130  | 30.21   | – |
| Alan Ball                 |               | Angleterre     | 30 juin 1995      | 26 août 1996      | 49  | 13  | 14  | 22  | 49   | 70   | 26.53   | – |
| Asa Hartford              |               | Écosse         | 26 août 1996      | 7 Oct. 1996       | 8   | 3   | 0   | 5   | 8    | 13   | 37,50   | – |
| Steve Coppell             |               | Angleterre     | 7 Oct. 1996       | 8 novembre 1996   | 6   | 2   | 1   | 3   | 7    | 10   | 33.33   | - |
| Phil Neal                 | "Zico"        | Angleterre     | 9 Nov. 1996       | 28 Dév. 1996      | 10  | 2   | 1   | 7   | 11   | 19   | 20,00   | – |
| Frank Clark               |               | Angleterre     | 29 décembre 1996  | 17 février 1998   | 59  | 20  | 17  | 22  | 73   | 60   | 33.90   | – |
| Joe Royle                 | "Big Joe"     | Angleterre     | 18 février 1998   | 21 mai 2001       | 171 | 74  | 46  | 51  | 261  | 192  | 43.27   | – |
| Kevin Keegan              | "King Kev"    | Angleterre     | 24 mai 2001       | 11 mars 2005      | 176 | 77  | 39  | 60  | 299  | 223  | 43.75   | – |
| Stuart Pearce             | "Psycho"      | Angleterre     | 21 mars 2005      | 14 mai 2007       | 96  | 34  | 19  | 43  | 103  | 111  | 35.42   | – |
| Sven-Göran Eriksson       | "Svennis"     | Suède          | 6 juillet 2007    | 2 juin 2008       | 45  | 19  | 11  | 15  | 51   | 58   | 42.22   | Premier entraîneur non-britannique                                                                                           |
| Mark Hughes               | "Sparky"      | Pays de Galles | 4 juin 2008       | 19 décembre 2009  | 77  | 36  | 15  | 26  | 129  | 101  | 46.75   | – |
| Roberto Mancini           | "Bobby Manc"  | Italie         | 19 décembre 2009  | 13 mai 2013       | 191 | 113 | 38  | 40  | 360  | 173  | 59.16   | FA Cup 2011, Champion de Premier League 2011–12, Community Shield 2012                                                       |
| Brian Kidd                | "Kiddo"       | Angleterre     | 13 mai 2013       | 14 juin 2013      | 2   | 1   | 0   | 1   | 4    | 3    | 50,00   | – |
| Manuel Pellegrini         | "L'Ingénieur" | Chili          | 14 juin 2013      | 1er février 2016  | 57  | 41  | 6   | 10  | 156  | 59   | 71.93   | Premier entraîneur non-européen Coupe de la Ligue 2014 et 2016 Champion de Premier League 2013–14                            |
| Pep Guardiola             |               | Espagne        | 1er février 2016  | Présent           | 348 | 253 | 44  | 51  | 849  | 285  | 72.70   | |

## Statistiques

### Entraîneurs de Manchester City les plus titrés
| Entraîneurs       | Période             | Premier League | FA Cup | Carabao Cup | Community Shield | Coupe d'Europe | Supercoupe d'Europe | Total |
| Pep Guardiola     | 2016-               | 5              | 2      | 4           | 2                | 1              | 1                   | 15    |
| Joe Mercer        | 1965-1972           | 1              | 1      | 1           | 1                | 1              | 0                   | 5     |
| Manuel Pellegrini | 2013-2016           | 1              | 0      | 2           | 0                | 0              | 0                   | 3     |
| Roberto Mancini   | 2009-2013           | 1              | 1      | 0           | 1                | 0              | 0                   | 3     |
| Wilf Wild         | 1932-1946           | 1              | 1      | 0           | 1                | 0              | 0                   | 3     |
| Tony Book         | 1973-1979/1989/1993 | 0              | 0      | 1           | 0                | 0              | 0                   | 1     |
| Les McDowall      | 1950-1963           | 0              | 1      | 0           | 0                | 0              | 0                   | 1     |
| Tom Maley         | 1902-1905           | 0              | 1      | 0           | 0                | 0              | 0                   | 1     |

*Trophées inclut tous les honneurs majeurs et Community Shield. Les titre de champion de ligues inférieures et les coupes locales ne sont pas comptées.

### Nationalités
Mis à jour le 8 novembre 2023.
| Pays           | Entraîneur | Trophées* |
| -------------- | ---------- | --------- |
| Angleterre     | 37         | 10        |
| Écosse         | 8          | 2         |
| Espagne        | 1          | 15        |
| Italie         | 1          | 3         |
| Chili          | 1          | 3         |
| Suède          | 1          | 0         |
| Pays de Galles | 1          | 0         |

*Trophées inclut tous les honneurs majeurs et Community Shield. Les titre de champion de ligues inférieures et les coupes locales ne sont pas comptées.

## Le plus de matchs entraînés
Mis à jour le 8 novembre 2023
| Entraîneurs      | Matchs |
| ---------------- | ------ |
| Les McDowall     | 592    |
| Pep Guardiola    | 500    |
| Wilf Wild        | 352    |
| Ernest Mangnall  | 350    |
| Joe Mercer       | 340    |
| Tony Book        | 269    |
| Peter Hodge (en) | 261    |
| Harry Newbould   | 245    |
| Sam Omerod (en)  | 240    |
| Roberto Mancini  | 191    |
| Kevin Keegan     | 176    |